# Panopea abrupta
Panopea abrupta (Conrad, 1849) è una specie estinta di Bivalvi marini. Tra il 1983 e il 2010 questa specie era confusa con Panopea generosa nella letteratura scientifica.